# Sanxenxo
Sanxenxo (fino al 1984 e in spagnolo Sangenjo) è un comune spagnolo di 16 098 abitanti situato nella comunità autonoma della Galizia sulla ria di Pontevedra.